# سوپر کامیوکانده

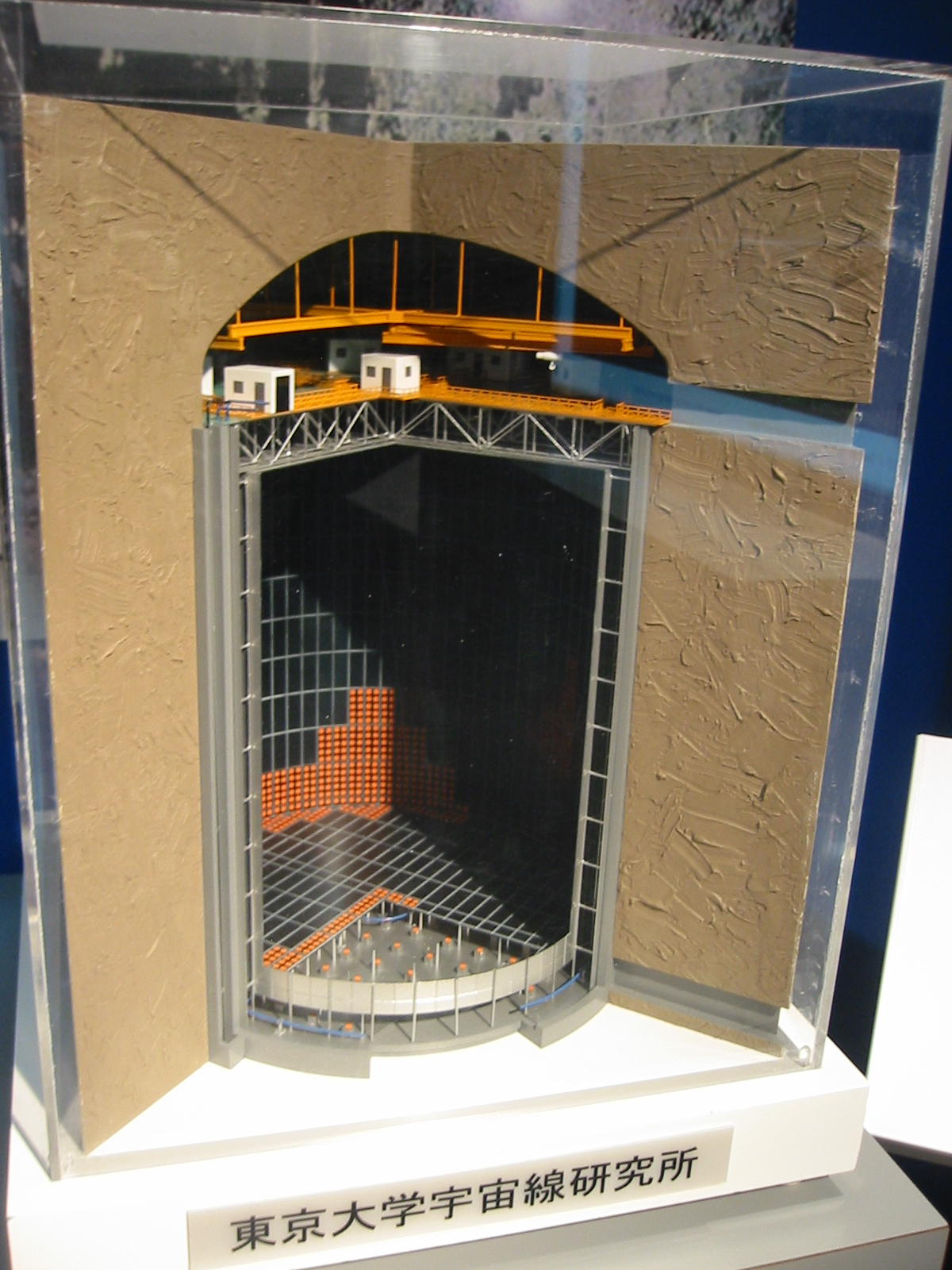
مدل کامیوکانده

سوپر کامیوکانده (به انگلیسی: super kamiokande) یک رصدخانه نوترینو است که در زیر کوه کامیوکا، در نزدیکی شهر هیدا در ژاپن واقع شده‌است. این رصدخانه برای مشاهده و بررسی نوترینوهای خورشیدی و ابرنواخترهای کهکشان راه شیری طراحی و ساخته شده‌است.
سوپر کامیوکانده در عمق ۱۰۰۰ متری زیر زمین و در معدن موزومی منطقه کامیوکا، در نزدیکی شهر هیدا قرار دارد. این آشکارساز شامل یک استوانه آهنی ضد زنگ به ارتفاع ۴۱٫۴ متر و قطر ۳۹٫۳ متر و دربر گیرنده ۵۰٬۰۰۰ تن آب فوق‌العاده خالص است. در بالای این مخزن بزرگ آب ۱۱٬۱۴۶ تیوب تکثیرکننده نور قرار گرفته‌است.
برهمکنش نوترینو با الکترون‌ها یا هسته اتم‌های آب، باعث ایجاد ذرات بارداری می‌شود که در آب سریع‌تر از سرعت نور حرکت می‌کنند. این پدیده باعث به وجود آمدن مخروطی از طیف نور آبی بنام تابش چرنکوف می‌شود. این پدیده، معادل اپتیکی شکسته شدن دیوار صوتی است. نور حاصل از تابش چرنکوف توسط آشکارسازهای نوری شناسایی و ضبط می‌گردند.
در سال ۱۹۹۸ نتایج تحقیقات در آشکارساز نوترینوی سوپر کامیوکانده مشخص نمود که نوترینوها می‌توانند از یک طعم به طعم دیگر نوسان نمایند، این موضوع مستلزم آن است که آن‌ها باید جرم غیر صفر داشته باشند.